# Bronisław Leonard Radziszewski

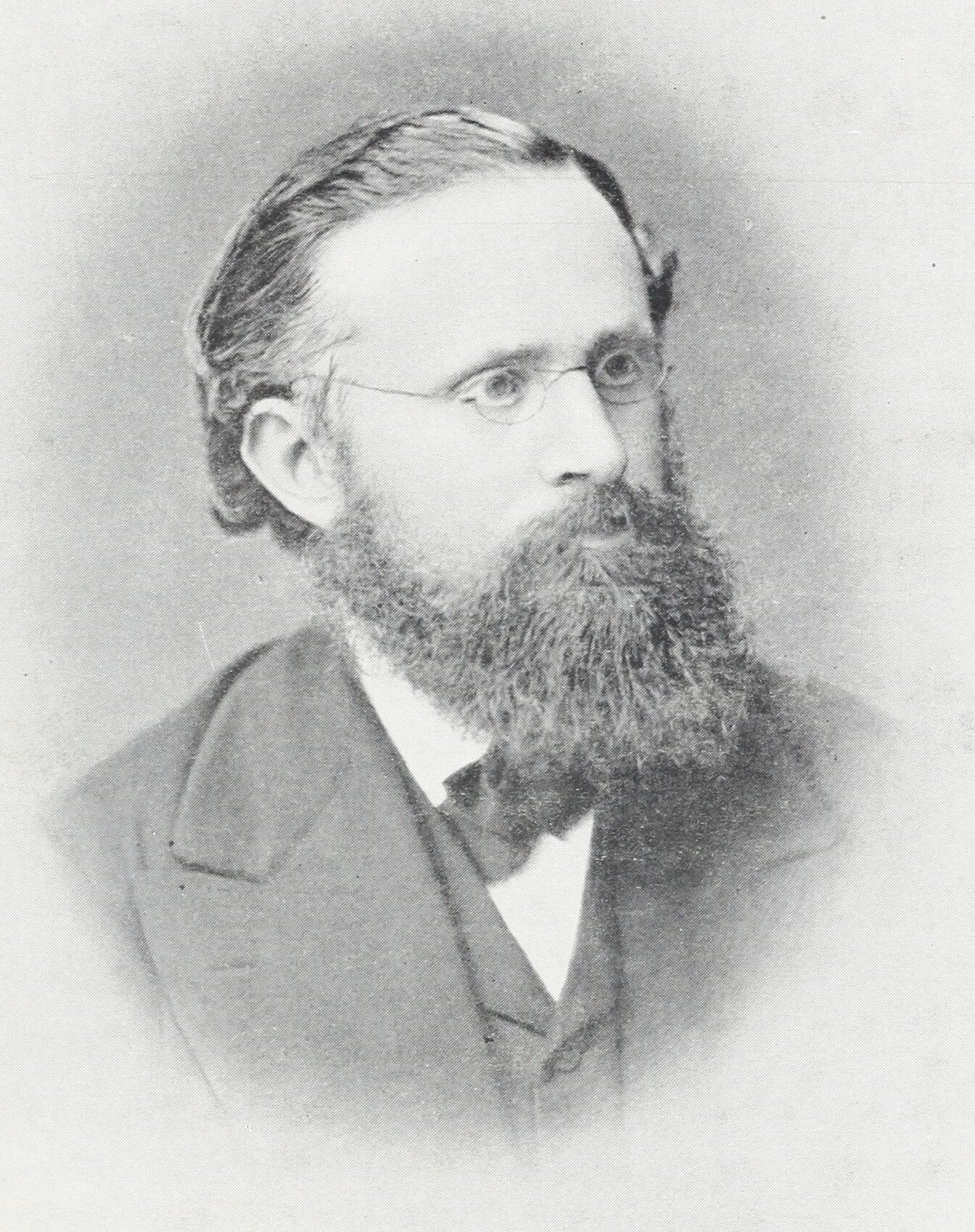
Bronisław Leonard Radziszewski

Bronisław Leonard Radziszewski ([brɔ'ɲiswaf lɛ'ɔnart raʥi'ʃɛfskʲi], * 6. November 1838 in Warschau; † 11. März 1914 in Lwów) war ein polnischer Chemiker. 

## Leben
Im Jahre 1855 beendete er das Gymnasium in Warschau, danach begann er ein naturwissenschaftliches Studium an der Universität Moskau (1855–1861). Von Oktober 1862 bis Juni 1863 war er Naturkundelehrer im III. Gymnasium in Warschau. Er nahm aktiv am Januaraufstand teil:
- als Helfer des Staatssekretärs des Nationalrates Józef Kajetan Janowski
- als Ratskommissar und Bevollmächtigter in der Woiwodschaft Augustów (unter dem Pseudonym Ignacy Czyński)

Nach dem Scheitern des Aufstandes fuhr er nach Belgien, wo er in den Jahren 1864–1867 Chemie in Gent studierte. Er habilitierte im Jahre 1867, danach war er drei Jahre Chemie-Assistent an der Universität Leuven. 1870 siedelte er nach Krakau über, wo er Stellvertreter des Professors für Chemie im Technischen Institut und Lehrer an der Realschule war. Im Juni 1872 wurde er zum Professor für allgemeine und pharmazeutische Chemie der Universität Lwów ernannt. Er war der erste Chemieprofessor der Universität Lwów, der dieses Fach auf Polnisch lehrte. Er war auch Leiter des Lehrstuhls und des pharmazeutischen Studiums sowie Direktor des Chemischen Instituts. 1874 wurde er ordentlicher Professor, im akademischen Jahr 1879–1880 übte er die Funktion des Dekans der Philosophischen Fakultät, und 1882–1883 die eines Rektors der Universität Lwów aus.
1869 bis 1885 kommentierte er in über 30 Publikationen auf dem Gebiet der organischen Chemie aktuelle wissenschaftliche Erkenntnisse. Er gründete die Schule für Chemie in Lemberg (Lwów).
Er war im gesellschaftlichen Leben sehr aktiv. In den Jahren 1874–1903 war er Stadtrat von Lemberg (heute Lwów). Als Rektor saß er im Landessejm. 1874 gründete er zusammen mit Feliks Kreutz die Polnische Gesellschaft der Naturwissenschaftler Kopernikus, deren Vorstandsmitglied er war, und 1877–1878 und 1890–1891 deren Vorsitzender. In der von ihm gegründeten Zeitschrift Kosmos veröffentlichte er von 1876 bis 1913 135 Artikel. Er war Mitglied der Akademie der Wissenschaften (ab 1874 korrespondierendes Mitglied, ab 1881 aktives Mitglied), Mitglied der Akademie der Wissenschaften in Prag, Mitglied der Galizischen Apothekergesellschaft, der Gesellschaft Tschechischer Chemiker in Prag, des Landesbergbaurates, der Prüfungskommission für Mittelschullehrer.
Er ist auf dem Łyczakowski-Friedhof begraben.